# The Claddagh Fund

The Claddagh Fund : Cairdis, Grá, agus Dílseacht (le fond de Claddagh: Amitié, Amour et Loyauté en gaélic) est une association créée en 2009, fondée par le leader du groupe Dropkick Murphys Ken Casey, le but étant d'amasser de l'argent pour les organisations à but non lucratif qui supportent les populations les plus vulnérables de la société. 

## Histoire

### But
Honorant les trois attributs de la bague de Claddagh, bijou traditionnel irlandais, qui sont l'Amitié, l'Amour et la Loyauté, l'association a pour but d'amasser de l'argent afin d'aider les organisations à but non lucratif travaillant dans les différentes communautés, principalement dans l'état du Massachusetts mais aussi en Irlande et à Haïti, ainsi que les associations d'aide aux vétérans de l'armée américaine et aux centres de désintoxication d'alcool et de drogue.

### Actions
Axé sur la jeunesse et les enfants, le Claddagh Fund organise différentes actions envers les plus jeunes, notamment en affectant des parrains ou grand frères aux jeunes les plus défavorisés notamment dans la région de south Boston. Autre action, la livraison d'objet, de nourriture pour les plus démunis, toujours à travers l'action d'association de communauté. Parmi les autres actions le Claddagh Fund est présent dans l'aide aux jeunes enfants atteints de cancer mais aussi en développant le sport auprès des plus jeunes. 
Lors de la Classique hivernale de la LNH 2010, le Claddagh Fund organise une séance de patinage pour les enfants de south Boston sur la glace du Fenway Park de Boston installée pour l'occasion. En décembre 2010, l'organisation récolte jusqu'à 100 000 dollars de dons, uniquement de particuliers, sans aucun support de grosse entreprise. En janvier 2012, le Claddagh Fund s'étend à Philadelphie et la Pennsylvanie pour plusieurs œuvres de charité.
Parmi les différentes personnes connues aidant l'organisation ou participant à différents évènements, on retrouve plusieurs anciens ou actuels joueurs des Bruins de Boston tel que Milan Lucic, Shawn Thornton, Bobby Orr, Don Sweeney mais aussi le combattant de combat libre Kenny Florian ou encore l'acteur Kevin Chapman.